# Шумовицький Олег Сергійович
Олег Сергійович Шумовицький (нар. 21 травня 1964, Вінниця, УРСР) — український футболіст та тренер, виступав на позиції воротаря.

## Кар'єра гравця
Спочатку виступав в аматорських колективах «Інтеграл» (Вінниця) та «Поділля» (Кирнасівка). Влітку 1996 року став гравцем «Фортуни» (Шаргород), у футболці якої дебютував у Другій лізі України. 11 листопада 1998 року відзначився голом у воротах «Віктора» (Запоріжжя). Влітку 1999 року прийняв запрошення вінницької «Ниви». Також захищав кольори аматорського колективу «Довіра-Нива», у футболці якого й завершив кар'єру футболіста.

## Кар'єра тренера
Тренерську діяльність розпочав по завершенні кар'єри гравця. Спочатку працював у вінницькій ДЮСШ. Після звільнення Олега Федорчука 20 жовтня 2011 року призначений виконувачем обов'язків головного тренера вінницької «Ниви», якою з перервами керував до розформування клубу 7 липня 2012 року. У 2013 році тренував аматорський колектив «Нива-Світанок» (Вінниця). З початку року й до вересня 2013 року допомагав тренувати воротарів «Ниви» (Вінниця), де також працював помічником головного тренера. 26 листопада 2019 року після звільнення звільнення головного тренера призначений виконувачем обов'язків головного тренера вінницького клубу, а 22 грудня 2019 року призначений головним тренером «Ниви».